# Döllnitz (Pfreimd)
Döllnitz ist ein Ortsteil der Stadt  Pfreimd im Oberpfälzer Landkreis Schwandorf (Bayern).

## Geografie
Döllnitz liegt am Döllnitzbach, 1,5 Kilometer westlich der Bundesautobahn 6 und ungefähr 3,8 Kilometer nordwestlich von Pfreimd. Südöstlich von Döllnitz erhebt sich der 482 Meter hohe Mühlberg.

## Geschichte

### 8. und 9. Jahrhundert
Döllnitz (auch: Dölnitz, Delnitz, Döllniz) liegt in einem Gebiet, in dem im 8. Jahrhundert slawische und deutsche Siedlungsbewegungen aufeinander stießen. Dies wird besonders durch die Ortsnamensforschung erläutert. Aus der ersten Siedlungsphase im 8. und 9. Jahrhundert stammen die Orte mit slawischen Namen, wie zum Beispiel Döswitz, Döllnitz, Köttlitz und Hohentreswitz, und die Orte mit deutschen Namen, die echten -Ing-Orte, wie zum Beispiel Nessating. Aus der zweiten Siedlungsphase im 10. und 11. Jahrhundert stammen die Dorf-Orte, wie zum Beispiel Haindorf, Saltendorf und Damelsdorf, die von deutschen Siedlern angelegt wurden.

### 14. bis 16. Jahrhundert
Aus dem Jahr 1363 stammt die von den Brüdern Ulrich und Johann von Leuchtenberg erlassene sogenannte Pfaffenfreiheit, das ist das Recht, dass die Pfarrer ihr Eigentum nach ihrem Ableben an beliebige Personen weitergeben können. In dieser Urkunde wurde unter anderem auch Döllnitz ausdrücklich erwähnt.
Döllnitz zusammen mit Döllnitzmühle wurde im Jahr 1452 erwähnt, als die Brüder Hans Hofer zu Etzelhof und Konrad Hofer zu Damelsdorf dem Grafen Leopold ihre Wiesenmaht zu Döllnitz vermachten, damit er einen neuen Weiher bei der Döllnitzmühle anlegen ließ. Im Salbuch von 1473 wurde Döllnitz mit einer Steuer von 3 Schilling aufgeführt. Im Salbuch von 1513 war Döllnitz mit einem jährlichen Jägergeld von 1 Hof, 1 Halbhof verzeichnet.
Während des Dreißigjährigen Krieges erlebte die Region einen Bevölkerungsrückgang. 1500 hatte Döllnitz zwei Untertanen, 1523 drei Untertanen, 1583 zwei Untertanen, 1631 und 1712 drei Untertanen. Die Kriegsaufwendungen betrugen 256 Gulden.
Nachdem der Landgraf von Leuchtenberg Johann IV. 1531 verstorben war, mussten alle Untertanen am 7. Oktober 1531 nach Pfreimd kommen und dort dem neuen Landesherrn Landgraf Georg III. von Leuchtenberg die Erbhuldigung und den Treueschwur leisten. Aus Döllnitz kamen zu diesem Anlass die Vettern Pankraz und Hans die Grätl zu Döllnitz.
Ende des 16. Jahrhunderts wurde zweimal jährlich die Türkenhilfe erhoben. Döllnitz ist im Verzeichnis der Reichs- und Türkenhilfe von 1595 verzeichnet mit 3 Untertanen, 2 Herbergern und einer Abgabe von 6 Gulden 28½ Kreuzer. Im Amtsverzeichnis von 1596 erschien Döllnitz mit 2 ganzen Höfen, 2 Söldengütel und einer Mühle. Im Zinsbuch der Hofmark Weihern von 1597 war Döllnitz mit 3 Untertanen aufgeführt.

### 17. und 18. Jahrhundert
Für den Bau der Brücke über die Naab zwischen Iffelsdorf und Untersteinbach im Jahr 1605 wurden die Ortschaften der Umgebung herangezogen. Döllnitz zahlte dazu 3 Gulden 30 Kreuzer Arbeitslohn und Döllnitzmühle 45 Kreuzer.
Im Türkensteueranlagsbuch von 1606 waren für Döllnitz 2 Höfe, 1 Haus, 2 Ochsen, 7 Kühe, 2 Rinder, 2 Stiere, 2 Kälber, 4 Frischlinge, 45 Schafe und eine Steuer von 8 Gulden und 28½ Kreuzer eingetragen. Im Steuerbuch der frei-eigenen Hofmark Weihern erschien 1630 Döllnitz mit 2 Höfen, 1 Gut und 1 Inwohner, 8 Ochsen, 2 Pferden, 8 Kühen, 11 Rindern, 1 Kalb, 2 Schweinen, 6 Frischlingen, 1 Bienenstock und einer Steuer von 11 Gulden 28 Kreuzer.
Im Immissionsprotokoll der Hofmark Weihern von 1719 war Döllnitz mit 3 Untertanen ausgewiesen. Im Herdstättenbuch von 1721 erschien Döllnitz mit 3 Anwesen, 4 Häusern und 4 Feuerstätten, zusätzlich zu Weihern 2 Anwesen, 3 Häuser, 3 Feuerstätten. Im Herdstättenbuch von 1762 mit 3 Herdstätten, 2 Inwohnern und einer Herdstätte im Hirtenhaus mit einem Inwohner, zusätzlich zu Weihern 3 Herdstätten, kein Inwohner. 1792 hatte Döllnitz 4 hausgesessene Amtsuntertanen. 1808 gab es in Döllnitz 4 Anwesen, ein Hirtenhaus, eine Schneider und zusätzlich zu Weihern 3 Anwesen.

### 19. und 20. Jahrhundert
1808 begann in Folge des Organischen Ediktes des Innenministers Maximilian von Montgelas in Bayern die Bildung von Gemeinden. Dabei wurde das Landgericht Nabburg zunächst in landgerichtische Obmannschaften geteilt. Döllnitz kam zur Obmannschaft Iffelsdorf. Zur Obmannschaft Iffelsdorf gehörten: Iffelsdorf, Untersteinbach, Haindorf, Obersteinbach, Fraunberg, Ragenhof, Friedersdorf, Nessating, Döllnitz, Döllnitzmühle und Eixlberg.
Dann wurden 1811 in Bayern Steuerdistrikte gebildet. Dabei kam Döllnitz zum Steuerdistrikt Nessating. Der Steuerdistrikt Nessating bestand aus den Dörfern Nessating, Friedersdorf und Döllnitz und der Einöde Döllnitzmühle. Er hatte 24 Häuser, 187 Seelen, 150 Morgen Äcker, 50 Morgen Wiesen, 60 Morgen Holz, 3 Weiher, 14 Morgen öde Gründe und Wege, 3 Pferde, 96 Ochsen, 36 Kühe, 60 Stück Jungvieh, 90 Schafe und 36 Schweine.
Schließlich wurde 1818 mit dem Zweiten Gemeindeedikt die übertriebene Zentralisierung weitgehend rückgängig gemacht und es wurden relativ selbständige Landgemeinden mit eigenem Vermögen gebildet, über das sie frei verfügen konnten. Hierbei kam Döllnitz zur Ruralgemeinde Saltendorf. Die Gemeinde Saltendorf bestand aus den Ortschaften Saltendorf mit 25 Familien, Damelsdorf mit 15 Familien, Nessating mit 14 Familien, Friedersdorf mit 12 Familien, Döllnitz mit 10 Familien und Döllnitzmühle mit 1 Familie.
1978 wurde die Gemeinde Saltendorf nach Wernberg-Köblitz eingegliedert. Nur Nessating, Döllnitz und Döllnitzmühle wurden nach Pfreimd eingegliedert.
Döllnitz gehörte 1838 und 1916 zur Filialkirche Saltendorf der Pfarrei Weihern, Dekanat Nabburg. 1997 gehörte Döllnitz mit 34 Katholiken zur Pfarrei Pfreimd, Dekanat Nabburg.

## Einwohnerentwicklung ab 1819
| Jahr | Einwohner   | Gebäude |
| ---- | ----------- | ------- |
| 1819 | 10 Familien | k. A.   |
| 1828 | 58          | 8       |
| 1838 | 60          | 9       |
| 1864 | 59          | 22      |
| 1875 | 55          | 30      |
| 1885 | 53          | 9       |
| 1900 | 50          | 7       |
| 1913 | 25          | 7       |

| Jahr | Einwohner | Gebäude |
| ---- | --------- | ------- |
| 1925 | 44        | 6       |
| 1950 | 50        | 7       |
| 1961 | 35        | 7       |
| 1964 | 35        | 7       |
| 1970 | 35        | k. A.   |
| 1987 | 31        | 5       |
| 2011 | 20        | k. A.   |

## Sehenswürdigkeiten
In Döllnitz befindet sich eine denkmalgeschützte Feldkapelle, die 1746 erbaut worden ist. Sie hat eine Glocke aus dem 15. Jahrhundert. Ihre Denkmalnummer ist D-3-76-153-41.